# أثيا أرماتا
أثيا أرماتا (بالإنجليزية: Attheya armata )‏ هي نوع من الدياتومات ينتمي إلى جنس أثيا .